# Долішнє Войводино
Долішнє Войво́дино (болг. Долно Войводино) — село в Хасковській області Болгарії. Входить до складу общини Хасково.

## Населення
За даними перепису населення 2011 року у селі проживали 226 осіб.
Національний склад населення села:
| Національність   | Кількість осіб | Відсоток |
| ---------------- | -------------- | -------- |
| турки            | 90             | 40,2%    |
| цигани           | 67             | 29,9%    |
| болгари          | 66             | 29,5%    |
| Всього відповіли | 224            |          |

Розподіл населення за віком у 2011 році:
Динаміка населення: